# Византийски и християнски музей
Византийският и християнски музей, ВХМА (на гръцки: Βυζαντινό και Χριστιανικό Μουσείο; на английски: BCMA) е централен музей в Атина и един от основните в Гърция, събрали византийско и пост-византийско изкуство от късната Античност и Средновековието. Институцията е на пряко подчинение на Директората по антиките в гръцкото министерство на културата. Разположен е на проспекта Василисис Софиас, недалеко от метростанция Евангелисмос.
Организиран е в две крила: за византийската епоха (IV век до 1453) и за поствизантийския период (1453 до ХХ век). Музеят разполага с над 25 000 експоната: скулптури, икони, стенописи, живопис, керамика, тъкани, ръкописи и мозайки, произхождащи от всички региони, докоснати от гръко-византийската култура.

## История
В основата на този музей лежи колекция на Християнското археологическо общество, създадено през 1884 от Георгиос Ламбакис. До основаването на музея през 1924 тази колекция е изложена в Националния археологически Музей в Атина.
Музеят е претърпял две последователни премествания: от отварянето му за посетители през 1924 до 1930 той се помещава в мазето на Атинската академия.
През септември 1930 година музеят е преместен във Вила Илисия, голяма градска къща, построена през 1848 за херцогинята на Пиаченца Софи дьо Марбоа-Лебрюн от гръцкия архитект Стаматиос Клеантис в тоскански стил. Названието на сградата произлиза от река Илисос, чиито води тогава текат пред главния вход, а по-късно е покрита с бетон и днес тя тече в открито корито само в Керамейк. Директор на музея в Илисия е археологът Георгиос Сотириу, който заедно с Аристотелис Захос адаптират сградата за целите на колекцията. От 1930 до 2003 изложбата на музея до голяма степен остава непроменена.

## Сграда
Музейната постройка е организирана около вътрешен двор с фонтан с образци на раннохристиянски мозайки по подобие на манастира Дафни. Две тераси с изглед към вътрешния двор са разположени на изток и на запад, а на юг е вила Илисия. Три стаи на първия етаж са оборудвани за да представят три вида църкви: раннохристиянска трикорабна базилика, църква под формата на кръст и поствизантийски православен храм. Първият етаж представя малки предмети и икони. Останалата колекция е представена в двете подземни крила, построени в периода между 1993 г. и 2010. Между 1999 и 2010 част от работата на музея е посветена на създаването на среда за съхранение с постоянна температура и влажност за огромната колекция от икони, от които не може всички да бъдат изложени. Налице са планове да се интегрират музея и мястото на древната Школа на Аристотел в голям екологичен парк.

## Колекция
Колекцията е подредена в хронологичен и тематичен ред. Първото крило представя преходът от античността към византийската империя с теми относно ежедневието, покръстването и новите храмове. Темата Византия е развита в зали, посветени на управлението на Империята и политическите кризи, а също така и на религиозното изкуство в Атика. Експозицията завършва с периода на франкско господство и „последните светлини“ преди османското завладяване.
Преминаването между две крила демонстрира взаимното влияние между Запада и Изтока. Колекция от поствизантийски експонати е представена в съответствие с това взаимно влияние, на всички нива и във всички географски области. Всяка тема е географско или културно представена в специална зала, но на фона на всички други, така че посетителите могат да видят други географски зони или за други аспекти на културата, и, следователно, се движат от една към друга чрез свой собствен маршрут. По този начин са представени отношенията с Венеция, историята на Крит и Йонийските острови, ролята на православни общности в Османската империя и заслугите на германеца Лудвиг Тирш (1825 – 1909) в обособяването на византийския художествен стил.
Западната тераса представя само произведения на гръцки художници от ХХ век, повлияни от византийското изкуство. Такива са Фотис Контоглу и Константинос Партенис, като изложбата е с постоянна тематика, а произведения варират приблизително на всеки шест месеца.

## Галерия
- Иконография
- Мраморни стели
- Разпятие
- „Добрия пастир“ от Коринт (IV век)
- Орфей от Егина (IV век)
- Мраморен плетер (ХI век)
- Керамика (ХII век)
- Готически капител (ХIII век)
- Свети Георги (XIV век).
- Свети Архангел Михаил (XIV век)
- Света Екатерина (XIV век)
- Света Екатерина (XVII век)
- Св. Йоан Кръстител (XVII век)
- Иконостас от Евритания (XVII век)